# Mali nos Jogos Olímpicos de Verão de 1992
Mali competiu nos Jogos Olímpicos de Verão de 1992 em Barcelona, Espanha.

## Resultados por Evento

### Atletismo
100 m masculino
- Ousmane Diarra
  - Eliminatórias — 10.87 (→ não avançou)